# جزیره آواجی
جزیره آواجی (淡路島 Awaji-shima) نام جزیره ای در جنوب استان هیوگو ژاپن است که در قسمت شرقی دریای داخلی ستو، مابین جزایر هونشو و شیکوکو واقع است. کلمه "آواجی" در اصل به معنی "راهی به آوا" است؛ استانی تاریخی و قدیمی در شیکوکو که اکنون قسمتی از استان توکوشیما است.
قسمتی از گسل نوجیما که مرکز زمین‌لرزه کوبه بود، در این جزیره قرار دارد.

## راه‌های ارتباطی

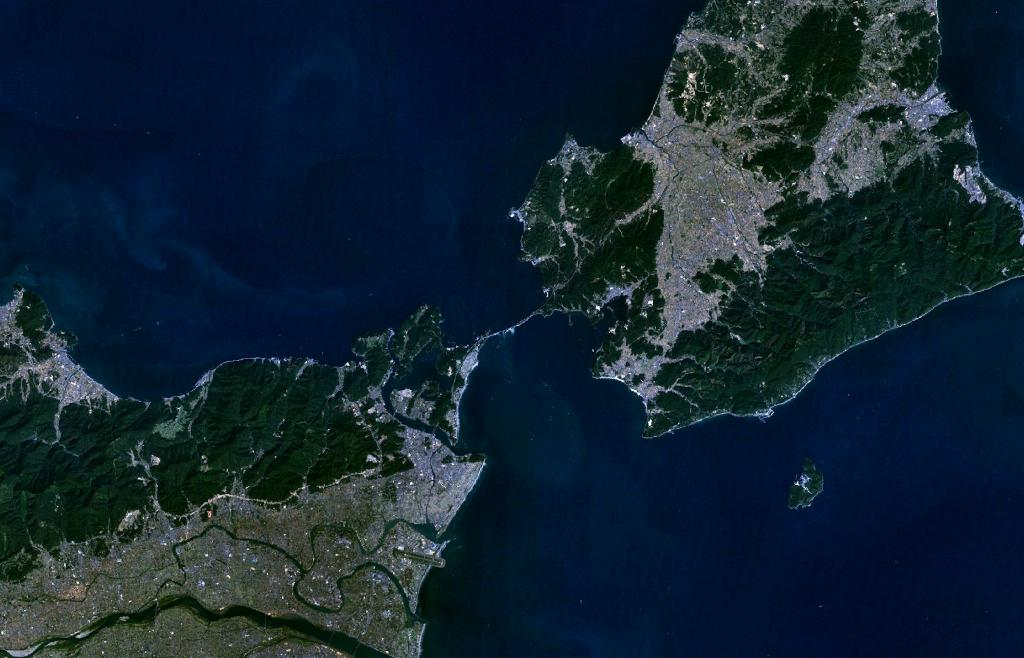
تصویر ماهواره‌ای از جزیره آواجی (گرفته شده توسط ناسا)

جزیره آواجی به واسطه تنگه آکاشی از هونشو و توسط تنگه ناروتو از شیکوکو جدا شده است. از سال ۱۹۹۸ میلادی این جزیره توسط پل آکاشی کای کیو که دارای بزرگترین دهانه مرکزی در بین پلهای معلق جهان است، به کوبه در جزیره هونشو مرتبط شده است. همچنین پل معلق دیگری به نام اوناروتو سوی دیگر جزیره را به جزیره شیکوکو متصل می‌کند. میان این دو پل در جزیره آواجی بزرگراهی ساخته شده که دو سوی جزیره را به هم متصل می‌کند.

## تاریخ و فرهنگ
این جزیره غنی از داستان‌های اساطیری و بناهای تاریخی است.
بر اساس اسطوره‌های آفرینش در آیین شینتو، جزیره آواجی اولین جزیره از مجمع الجزایر ژاپن بود که به وجود آمد.
این جزیره از قرن هفتم تا نوزدهم استان آواجی را تشکیل می‌داد و اکنون از سه ناحیه به نام‌های می‌نامی‌آواجی ،سوموتو و آواجی تشکیل شده است.
همچنین این جزیره را خاستگاه بونراکو (نوعی خیمه شب بازی ژاپنی) می‌پندارند.

## نگارخانه

سوموتو، هیوگو
می‌نامی‌آواجی، هیوگو
آواجی، هیوگو
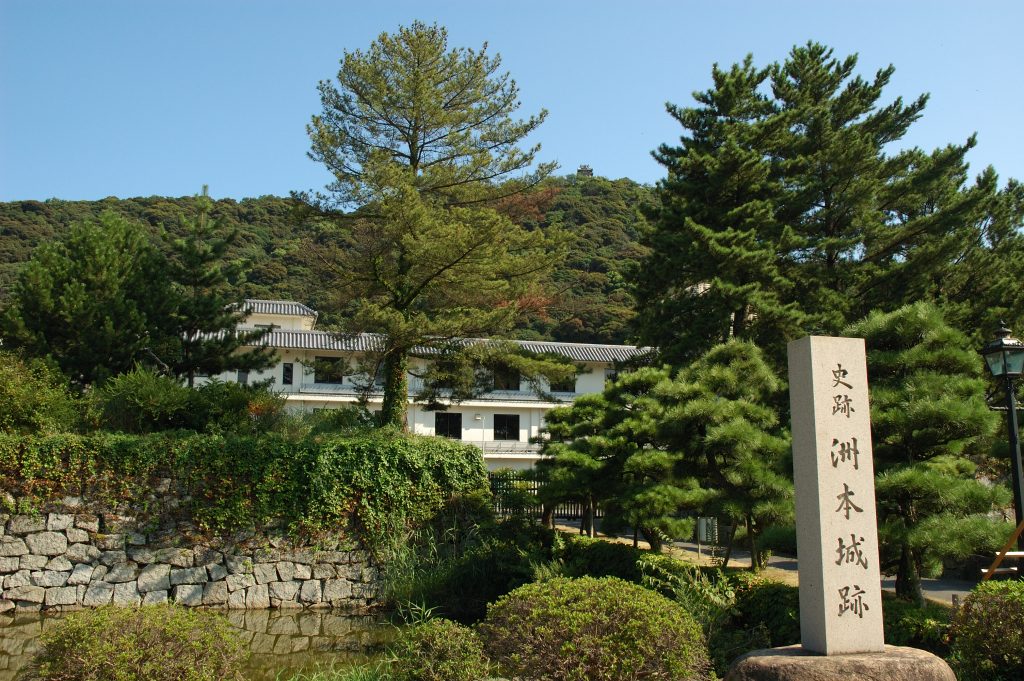
قلعه سومو
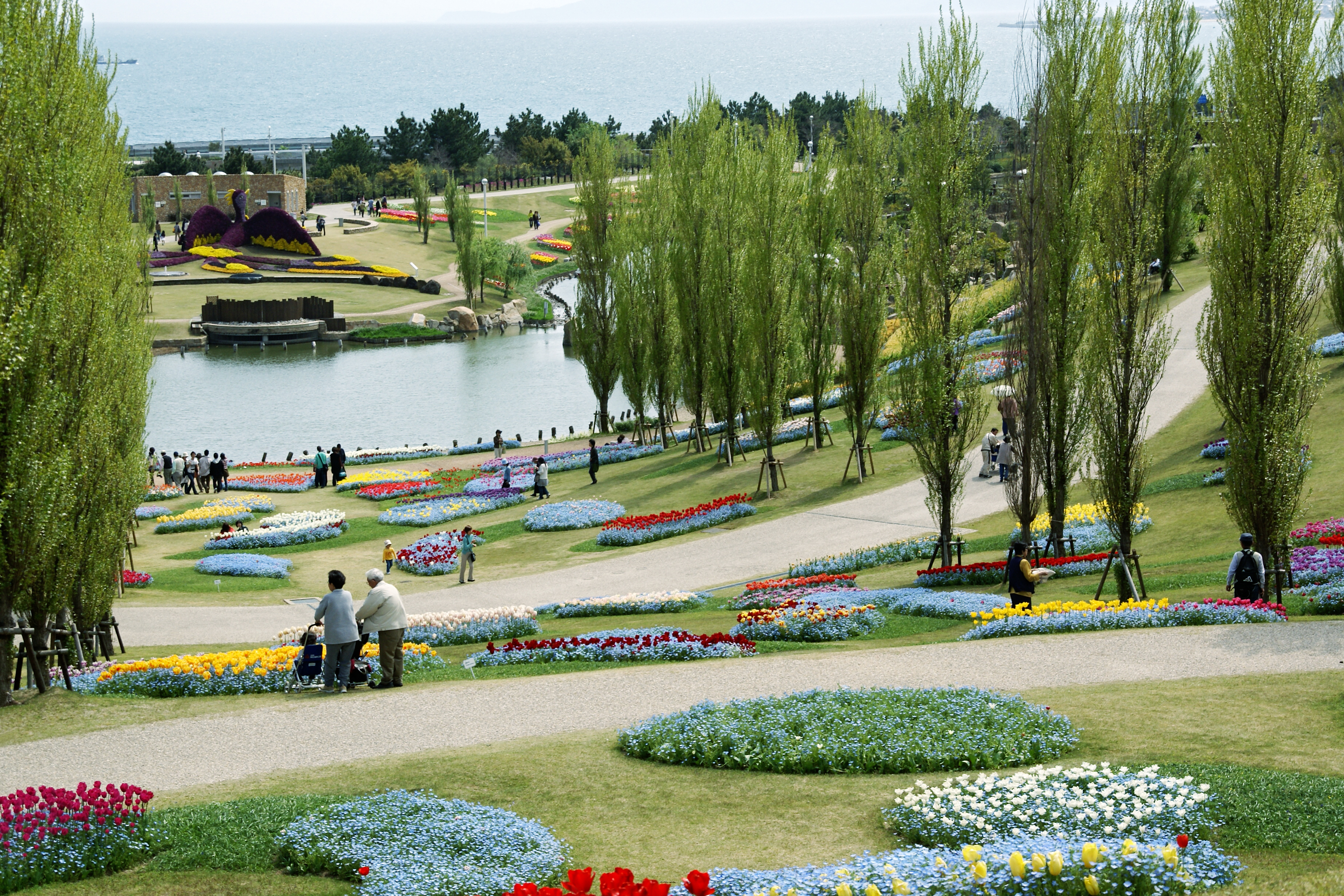
پارک ملی آکاشی کایکو
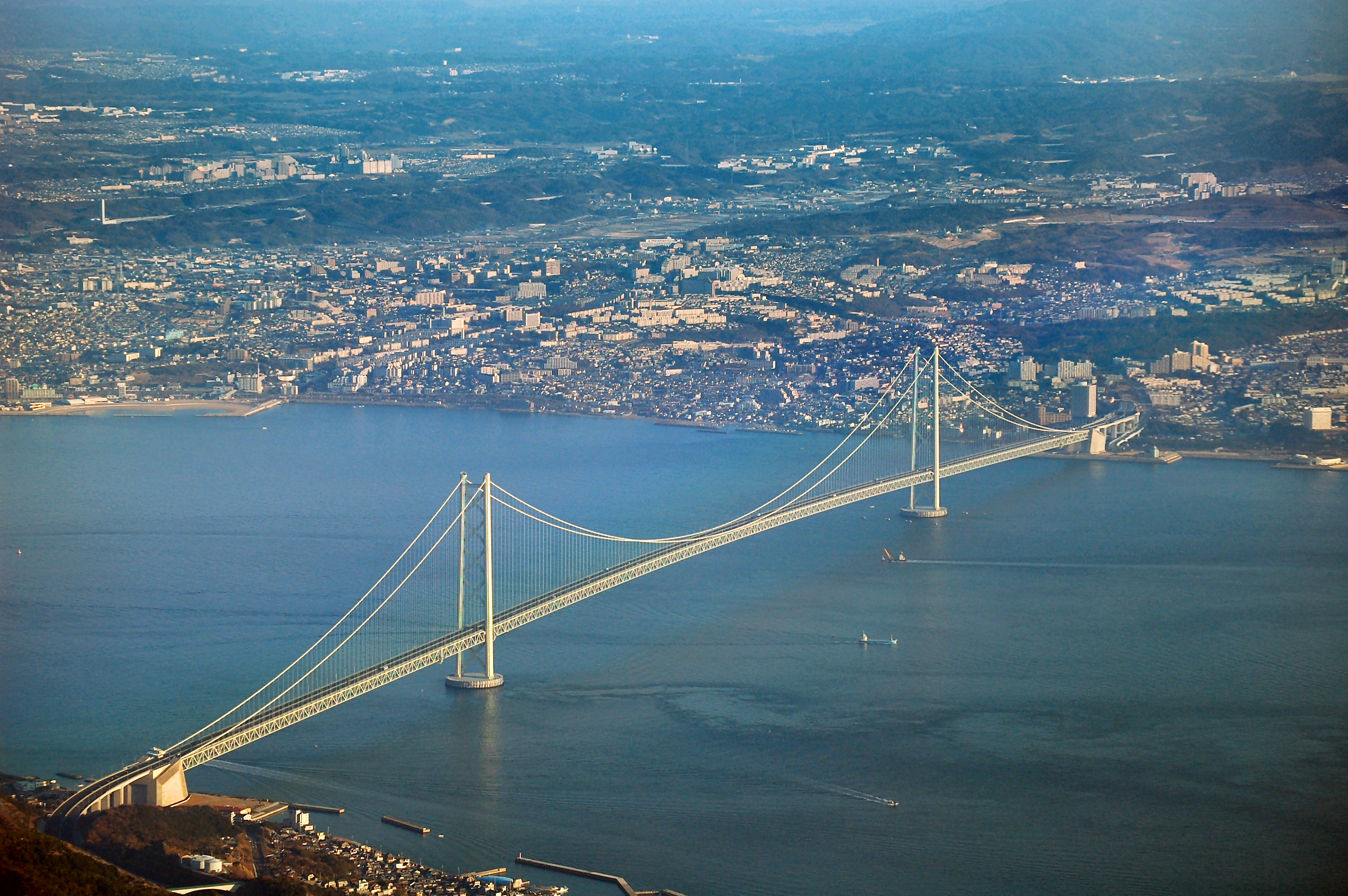
پل آکاشی کای کیو